# 尚帕尼亚
尚帕尼亚（法語：Champagnat，發音：[ʃɑ̃paɲa] ⓘ）是法国索恩-卢瓦尔省卢昂区的市镇，面积13.18平方千米，2022年1月1日人口为464人。

## 地理
尚帕尼亚（46°28'57"N, 5°22'51"E）面积13.18平方千米，位于法国勃艮第-弗朗什-孔泰大區索恩-卢瓦尔省，该省份为法国中部省份，北起顺时针与科多尔省、汝拉省、安省、罗讷省、卢瓦尔省、阿列省和涅夫勒省接壤。
与尚帕尼亚接壤的市镇（或旧市镇、城区）包括：屈索、蒙塔尼亚勒勒孔迪、舍夫罗、韦里亚、多马坦莱屈索、茹德。
尚帕尼亚的时区为UTC+01:00、UTC+02:00（夏令时）。

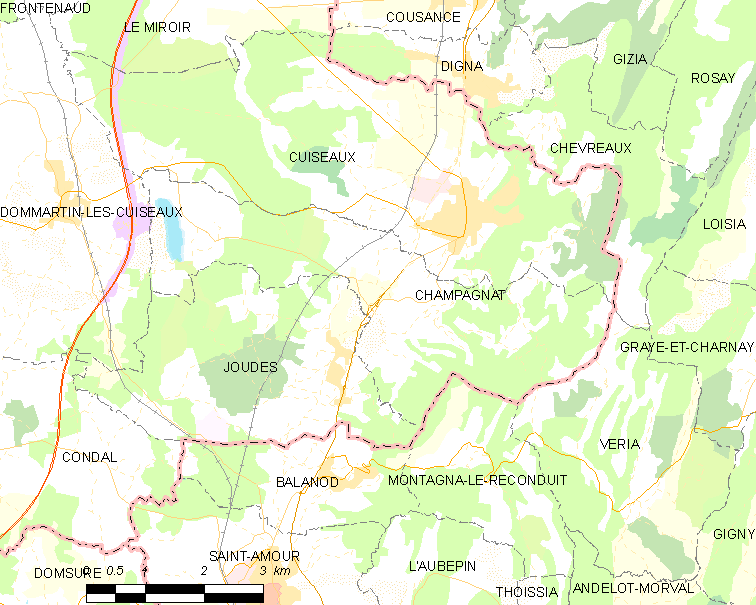
尚帕尼亚的OSM定位图

## 行政
尚帕尼亚的邮政编码为71480，INSEE市镇编码为71079。

## 政治
尚帕尼亚所属的省级选区为屈索县。

## 人口

1962-2008年间尚帕尼亚人口变化图示

尚帕尼亚于2022年1月1日时的人口数量为464人。